# Eduard Domínguez
Eduard Domínguez i de Gironella (Barcelona, 1814 - Barcelona, ?) fue un compositor español.
Estudió armonía con Ramón Vilanova. Compuso la opera buffa La vedovella (1840), estrenada en el Teatro de la Santa Creu de Barcelona, la ópera en tres actos La dama del Castello (1845) y varias obras vocales. Fundó la revista El Mundo Musical, de la cual aparecieron 19 números y fue la primera revista catalana de contenido exclusivamente musical.